# 北川悠仁
北川 悠仁（きたがわ ゆうじん、本名同じ、1977年〈昭和52年〉1月14日 - ）は、日本のシンガーソングライター、俳優。岩沢厚治とのフォークデュオ「ゆず」のメンバー（リーダー）。愛称は、「悠仁」「悠ちゃん」「仁くん」「仁ちゃん」。
母はかむながらのみちの教主の北川慈敬、妻はフリーアナウンサーの高島彩、義父は俳優の竜崎勝、義兄は元俳優の高島郷。

## 人物
- 身長173cm、体重57kg。
- 血液型はA型。
- 星座はやぎ座。
- 六星占術は土星人(-)。
- 足のサイズは27cm。
- 担当はボーカル・ギター・タンバリン・ピアニカ・カズー・口笛・雄叫びなど。

### 好きなもの
- 好きなアイスは「あずきバー」で昔は嫌いだったがしばらくして好きになったらしい。ラジオなどで「あずきバーが好き」と言い続けていたところ、2012年8月27日の放送で井村屋から大量のあずきバーが送られてきた。その回の放送で北川はそれを食べながら放送していた。その後、井村屋が正式に『ゆずのオールナイトニッポンGOLD』のスポンサーになることが発表された。井村屋は発売40周年を迎えた「あずきバー」と、ラジオ番組「ゆずのオールナイトニッポンGOLD」がコラボレーションした、番組タイアップオリジナルアイス「ゆずあずきバー」を2013年8月20日から全国発売した[1][2]。
- 大の風呂好きで、本人曰く「ドラえもんに出てくるしずかちゃん並に入る」とのこと。
- 過去に公式サイトで、趣味をオーディオ・ビジュアルとしていた。
- バナナが大好物で、本人曰く「地球で猿の次に多く食べている」そう。
- 相方の岩沢厚治とは異常に距離が近いことが多く、ゆずっこ[3]から「夫婦」と称されるほどである。なお、 岩沢は「ビジネスパートナー」と冗談で話している。
- ファッション好きなことも公言しており、ブランドでは「FACETASM」「MIHARAYASUHIRO」の洋服を好んで着ているようである。また本人のインスタライブ内でBALENCIAGAのパンツを披露する場面もあり、ファン内の伝説となっている。

### 家族
- 姉が三人と、兄がいる。兄とは17歳離れている。
- 小学生の頃、姉と喧嘩している間に家に泥棒が入り、次の日に学校から帰って来たら家の前が大騒ぎになっていた事がある。
- 2011年10月20日、かねてより交際していたフリーアナウンサーの高島彩と結婚したことを発表。かむながらのみちの総本山（2004年から）となった山梨県の身曾岐神社で挙式[4]。「結婚は悠仁が35歳になってから」という、北川の母親のアドバイスを2人で守り続けていたと言うのは週刊誌のデマであり、実際は北川が34歳の時に結婚している。なお、相方の岩沢も同年に結婚している。
- 2014年2月17日、北川が出産に立ち会い、妻の高島彩が長女を出産[5]。2016年6月1日、第2子女児の誕生を報告[6]。

### その他
- 中学生までは太っていたが高校でバスケ部に入部してからみるみる痩せて身長も伸び、友人たちに驚かれたという。顧問は美空ひばりの甥。ゆずを結成してからもスタッフらとバスケットチームを作り定期的に活動していた。
- ミュージシャンになる前は俳優として活動していた。当時の出演作品は後述。
- 2008年にフジテレビ月9ドラマ『イノセント・ラヴ』で、連続ドラマのレギュラー出演に初挑戦。堀北真希演じる秋山佳音の相手・長崎殉也役で出演した。
- 横浜出身であることから、Jリーグでは、横浜F・マリノスのファンとして有名である。
- 2015年4月からはNHK総合テレビ『めざせ!2020年のオリンピアン/パラリンピアン』のMCを務める。
- 2018年10月から2019年4月まで、WEBサイト「よみタイ」にてゆずのマスコットキャラクター・ゆずマンやその家族、友達との日常を描いた4コマ漫画「まいんち ゆずマン」を連載。2019年5月22日にはコミックスとして集英社から書籍化された[7]。
- 2022年3月5日、ゆずの公式サイトにて新型コロナウイルスに感染した事が発表された[8]。

## 音楽活動
- 兄が使っていた昔のドラムセットを出してきて叩き始めたのが、音楽の入口である。
- ゆずとして初めて作った歌はゆず3枚目のシングル「からっぽ」収録の「種」であるが、ゆず結成前に「マリア」という歌を作っている。布団の中で家族にバレないようにこっそり録音した曲で、「他人にはとてもじゃないけど聴かせられない」と語っている。
- ゆず結成前はX JAPANのYOSHIKIに憧れ、バンドでドラマーとして活動していた。ラジオでは度々「学生時代にXのライブに行ったが、体感時間にして30分ほど暗転したあげくYOSHIKIが倒れてライブが中止になった」という話を持ちネタのように披露している。
- 影響を受けたアーティストは、ビートルズやローリング・ストーンズ、ジャニス・ジョプリンなど数多い。とりわけジョン・レノンに関しては、彼が生涯愛用していたギブソン・J-160Eを主に愛用している。邦楽では桑田佳祐（サザンオールスターズ）や忌野清志郎を敬愛しており、ゆずの楽曲の中でも「美しい日本」「靖国の桜」「国旗」「国歌」「右」「左」といった政治色の強い言葉が歌詞に並ぶ楽曲である「ガイコクジンノトモダチ」については「僕は昔からセンスがいいものってすごく好きで、僕のなかで2大巨頭が清志郎さんと桑田さんなんです。“ガイコクジンノトモダチ”は、その感覚をゆずだからこそ出せる形で出したのかなと思います」といった発言をしている[9][10]。
- アコースティックな楽曲が多かったゆずにエレクトリック・ギターを取り入れるなど、彼による新たな試みも多い。
- ゆず初の他アーティストへの楽曲提供として関ジャニ∞に「T.W.L」（アニメ『クレヨンしんちゃん』オープニングテーマ、2011年4月27日発売）を書き下ろした。アーティスト以外には過去にお笑いトリオのネプチューンに楽曲を提供している。
- 同じトイズファクトリー所属のでんぱ組.incには、前山田健一との共作曲で「おつかれサマー！」を提供。2015年6月17日にでんぱ組.incのニューシングルとして発売された[11]。
- 自身の40歳の誕生日である2017年1月14日に横浜マリンタワーにて、ソロでバースデーライブ「Yujin’s 40th Birthday Live DRESS CODE〜My Musical Roots〜」を開催。その後、2020年まで4年連続でバースデーライブを開催している。2021年はコロナ禍のためライブは事前収録で、しゃべりのみ生で初の配信ライブとなった。

### 提供楽曲
北川悠仁名義での楽曲のみ
| 発売日         | 曲名                    | アーティスト | 初収録作品                                                                                 | 備考 |
| -------------- | ----------------------- | --- | ------------------------------------------------------------------------------------------ | --- |
| 2000年6月21日  | 上を向いて歩いてゆこう  | ネプチューン | シングル「上を向いて歩いてゆこう/日本人は胃腸が弱い」                                      | |
| 2007年9月12日  | 悲しみをぶっとばせ      | 三宅伸治 & 北川悠仁                                                                                                | アルバム『つづく』                                                                         | 作詞・作曲は三宅との共作。 |
| 2011年4月20日  | T.W.L                   | SUPER EIGHT | シングル「T.W.L/イエローパンジーストリート」                                               | テレビ朝日系アニメ『クレヨンしんちゃん』オープニングテーマ。北川制作のA面楽曲が収録されたシングルとしては自身の「アゲイン2」以来のオリコンチャート1位となった。のちにセルフカバーを『YUZU YOU [2006-2011]』に収録。 |
| 2013年1月9日   | 流れ星☆キラリ           | 潘めぐみ、伊瀬茉莉也、平野綾                                                                                       | シングル「REASON」                                                                         | 日本テレビ系アニメ『HUNTER×HUNTER』声優陣に提供。作詞は岩沢と共作。『LAND』にセルフカバーが収録。 |
| 2013年11月20日 | 守ってあげたい          | JUJU | シングル「守ってあげたい」                                                                 | 作詞は小林夏海、藤本藍と共作。自身の「守ってあげたい」の女性目線の歌詞のバージョン。映画『すべては君に逢えたから』挿入歌。 |
| 2013年12月25日 | 約束の唄                | 潘めぐみ、伊瀬茉莉也、宮野真守、浪川大輔                                                                           | シングル「表裏一体」                                                                       | 日本テレビ系アニメ『HUNTER×HUNTER』声優陣に提供。 |
| 2014年2月5日   | 逆上がり                | 石塚英彦 | アルバム『ロケット』                                                                       | |
| 2015年6月17日  | おつかれサマー！        | でんぱ組.inc | シングル「おつかれサマー!」                                                                | 前山田健一（ヒャダイン）との共作。歌詞提供。 |
| 2015年10月7日  | TETOTE                  | RUAN | 配信シングル「TETOTE」                                                                     | 「スーパー歌舞伎II ワンピース」主題歌。『BIG YELL』にセルフカバーが収録。 |
| 2016年6月29日  | かんぱーい!!            | ゆきちゃん、ワンワン、うーたんとなかまたち                                                                         | 配信シングル「いないいないばあっ! かんぱーい!!」                                           | NHK Eテレ『いないいないばあっ!』番組内でオンエア。2017年02月22日発売のCDアルバム『いないいないばあっ! かんぱーい!!』に収録。 |
| 2017年10月11日 | じゃんじゃん!ジャンプ!! | ゆきちゃん、ワンワン、うーたん                                                                                     | 配信シングル「いないいないばあっ!じゃんじゃん!ジャンプ!!」                                 | NHK Eテレ『いないいないばあっ!』番組内でオンエア。2018年03月07日発売のCDアルバム『いないいないばあっ! ほめられちゃった』に収録。 |
| 2018年7月11日  | だいすきの木            | ゆきちゃん、ワンワン、うーたん                                                                                     | 配信シングル「いないいないばあっ!だいすきの木」                                            | NHK Eテレ『いないいないばあっ!』番組内でオンエア。2019年02月06日発売のCDアルバム『いないいないばあっ! ポポポポポーズ』に収録。 |
| 2018年7月25日  | 夏疾風                  | 嵐 | シングル「夏疾風」                                                                         | 嵐のメンバー相葉雅紀がスペシャルナビゲーターを務める夏の高校野球100回記念大会「2018ABC夏の高校野球」応援ソング、『熱闘甲子園』テーマソング。リリース後はゆずによってセルフカバーされ、2019年には弾き語りドームツアー「ゆずのみ〜拍手喝祭〜」で披露し、2020年発売のアルバム『YUZUTOWN』にはバンドアレンジで収録された。 |
| 2019年7月10日  | ゆらゆら                | はるちゃん、ワンワン、うーたん                                                                                     | 配信シングル「いないいないばあっ!ゆらゆら」                                                | NHK Eテレ『いないいないばあっ!』番組内でオンエア。2020年03月04日発売のCDアルバム『いないいないばあっ! ピカピカブ～!』に収録。 |
| 2019年11月6日  | 無重力シャトル          | 相葉夕美（木村珠莉）、安部菜々（三宅麻理恵）、城ヶ崎莉嘉（山本希望）、多田李衣菜（青木瑠璃子）、新田美波（洲崎綾） | シングル「THE IDOLM@STER CINDERELLA GIRLS STARLIGHT MASTER COLLABORATION! 無重力シャトル」 | ゲーム『アイドルマスター シンデレラガールズ スターライトステージ』収録曲。2019年4月30日に追加。5月14日から先行配信を開始。 |
| 2020年4月      | うちゅうにムチュー      | 小野あつこ、花田ゆういちろう                                                                                       | アルバム『最新ベスト きみイロ』                                                            | NHK Eテレ『おかあさんといっしょ』2020年4月の歌。2020年10月21日発売のCDアルバム『最新ベスト きみイロ』および2021年4月21日発売予定のDVDソングブック『最新ソングブック ブー!スカ・パーティ!』に収録。 |
| 2021年5月19日  | ノンノン                | LiSA | アルバム『LADYBUG』                                                                        | 作詞はLiSAとの共作。 |
| 2022年4月27日  | サチアレ                | なにわ男子 | シングル「The Answer / サチアレ」                                                          | フジテレビ「めざましテレビ」テーマソング |
| 2023年10月27日 | 誓い未来                | ももいろクローバーZ                                                                                                | 配信シングル「誓い未来」                                                                   | 作曲は岡田実音との共作。太田胃散「太田漢方胃腸薬II」CMソング。 |
| 2025年9月24日  | Hajimariの合図          | 吉武千颯 | シングル「Hajimariの合図」                                                                 | 作曲は佐々木“コジロー”貴之との共作。テレビアニメ『週刊ラノベアニメ』オープニングテーマ。 |

## 出演
※北川のみの出演について記述する。

### テレビドラマ
- 名探偵保健室のオバさん 第5話（1997年2月3日、テレビ朝日） - 生徒会長 役
- エコエコアザラク（1997年2月31日 - 5月19日、テレビ東京） - 棟丘丈人 役
- イノセント・ラヴ（2008年10月20日 - 12月22日、フジテレビ） - 主演・長崎殉也 役

### その他テレビ番組
- めちゃ×2イケてるッ!（フジテレビ、2008年10月18日） - 「やべっち寿司」に、『イノセント・ラヴ』で共演した堀北真希と共にゲスト出演。
- SMAP×SMAP（関西テレビ・フジテレビ） - 「BISTRO SMAP」に、「イノセント・ラヴ」で共演していた堀北真希と共にゲスト出演。
- とんねるずのみなさんのおかげでした（フジテレビ） - 「食わず嫌い王決定戦」に、『イノセント・ラヴ』で共演した堀北真希と共にゲスト出演。
- はねるのトびら（フジテレビ） - 「短縮鉄道の夜」に、『イノセント・ラヴ』で共演していた成宮寛貴と共にゲスト出演。
- Music Lovers（日本テレビ、2009年7月5日） - 北川の姪がファンである、嵐のゲストLoversとして出演。
- ザ少年倶楽部プレミアム（BSプレミアム、4月22日） - 楽曲提供をしたSUPER EIGHTの、安田章大と出演。
- SWITCHインタビュー 達人達（NHK Eテレ、2013年10月26日・11月2日） - 宮本亜門との対談。
- ボクらの時代（フジテレビ、2014年2月16日） - 森本千絵、蔦谷好位置との対談。
- めざせ!2020年のオリンピアン/パラリンピアン→めざせ!オリンピアン（ NHK総合/NHK BS1、2015年4月7日-2016年3月17日、2016年11月23日 - ） - MCとしてレギュラー出演。
- 今夜も生でさだまさしスペシャル〜さだフェス2018〜（NHK総合、2018年3月25日）

上記以外にも、WOWOWのNBAの中継に何度か出演している。

### 映画
- エコエコアザラクII -Birth of the Wizard-（1996年4月20日公開、ギャガ・コミュニケーションズ、監督：佐藤嗣麻子） - 岡崎 役
- サヨナラCOLOR（2005年8月13日公開、ザジフィルムズ、監督：竹中直人） - 患者1 役

### オリジナルビデオ
- 女子高生コンクリート詰め殺人事件 -壊れたセブンティーンたち（1995年、日本ビデオ販売、監督：松村克弥） - 少年C 役
- Zero WOMAN 名前のない女（1996年、マクザム、監督：後藤大輔）
- オールナイトロング3 最終章（1996年、大映、監督：松村克弥） - 主演・沢田菊雄 役
- 女家庭教師 不倫の罠（1997年、ラフター、監督：坂本太）- 俊春 役
- Women（ウィメン）（1997年、日活、監督：小田切正明）

### CM
- カネボウ薬品・H・ミッテルS
- 大塚食品・ボンカレー
- デジキューブ・G兵衛くん